# Kofi Awoonor
Kofi Awoonor (n. 13 martie 1935, Coasta de Aur, Regatul Unit – d. 21 septembrie 2013, Nairobi, Kenya) a fost un poet și romancier ghanez.